# 古井站 (江門)
古井站位於中國广东省江门市新会区古井镇，是广珠铁路的貨運車站，於2012年啟用。主要承接來自大广海灣（包含深江合作区）的货运物流。
车站设有3条到发线，并预留建设货场的条件。拟设支线连接精细化工产业园（规划中称广珠铁路广海湾支线）和广海湾港区。